# Trypanosoma cyanophilum
Trypanosoma cyanophilum – kinetoplastyd z rodziny świdrowców należący do królestwa protista. Pasożytuje w osoczu ryb Chandramara rueppelli oraz Chrysichthys auratus.
T. cyanophilum jest gatunkiem polimorficznym występującym w 3 formach: małej, średniej i dużej.
Forma mała cechuje się smukłym, wydłużonym ciałem i mierzy 24–26,7 μm długości oraz 3,2–3,5 μm szerokości. Ciało zawiera wiele wakuoli i cechuje się drobnoziarnistą cytoplazmą. Wolna wić mierzy 7–9 μm. Owalne jądro ma wymiary 2,8–3,2 × 3,1–3,5 μm.
Forma średnia cechuje się długim ciałem o wymiarach 37 μm długość i 4,7 μm szerokość. Przedni koniec ciała jest ostro zakończony. W cytoplazmie występuje tylko kilka wakuoli. Jądro jest duże mierzące 4,8 μm długości oraz 4,5 μm szerokości. Forma ta nie posiada wolnej wici.
Forma duża jest najrzadziej spotykana. Cechuje się dużą długością oraz wysmukłością – 34 μm długości, 0,8 μm szerokości. Przedni koniec ciała jest ostro zakończony, tylny zaś zaokrąglony. Osobniki te posiadają wolną wić długości 6,5 μm. Jądro jest duże i mierzy 6,5 μm długości oraz 5,6 μm szerokości. W cytoplazmie występuje wiele wakuoli. Kinetoplast występuje w tylnej części ciała i posiada rozmiary 1,1 μm długości i 0,8 μm szerokości.
Występuje na terenie Afryki.